# Cassen
Cassen é uma comuna francesa na região administrativa da Nova Aquitânia, no departamento Landes. Estende-se por uma área de 5,95 km². Em 2010 a comuna tinha 595 habitantes (densidade: 100 hab./km²).